# Teorema Gram–Euler
În geometrie, teorema Gram–Euler generalizează formula sumei unghiurilor interioare la politopuri cu mai multe dimensiuni.

## Afirmație
Fie P un politop convex n-dimensional. Pentru fiecare celulă {\displaystyle E}, fie {\displaystyle \dim(E)} dimensiunea sa (0 pentru vârfuri, 1 pentru laturi, 2 pentru fețe etc.), iar {\displaystyle \angle (E)} unghiul său solid interior, determinat prin alegerea unei (n−1)-sfere suficient de mică, cu centrul într-un punct oarecare din interiorul lui E și se determină suprafața conținută în interiorul lui P. Atunci, {\textstyle \sum _{E\in \operatorname {Cells} (P)}(-1)^{\dim(E)}\angle (E)=0}.

## Exemple
Un poligon P cu n laturi, fiecare latură având un unghi intern π, are o singură față (întregul poligon), care are unghiul intern 2π. Fie A suma unghiurilor interne ale colțurilor (0-vârfurilor). Teorema Gram–Euler spune că {\displaystyle A-\pi n+2\pi =0}, adică {\displaystyle A=\pi (n-2)}.